# آتشفشان کوماروف
آتشفشان کوماروف (انگلیسی: Komarov) یک کوه آتشفشانی در شبه‌جزیره کامچاتکای کشور روسیه است.